# Cantó de Cailutz
El cantó de Cailutz és un cantó francès del departament de Tarn i Garona, situat al districte de Montalban. Té 7 municipis i el cap és Cailutz.

## Municipis
- Cailutz
- Espinàs
- La Capèla de Libron
- Lòse
- Molhac
- Puèg la Garda
- Sent Progèt

## Història
| Data d'elecció                           | Identitat      | Partit        | Qualitat |
| ---------------------------------------- | -------------- | ------------- | -------- |
| 1982-1988                                | Robert Lafon   | UDF-CDS       |          |
| 1988-                                    | Léopold Viguié | Divers droite |          |
| les dades anteriors no són pas conegudes |                |               |          |
|                                          |                |               |          |